# 도마마에군

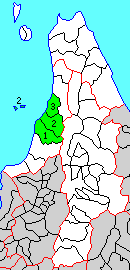
도마마에 군의 위치

도마마에군(일본어: 苫前郡)은 일본 홋카이도 루모이 지청의 군이다.
인구 10,788명、면적 1,206.76km2、인구밀도 8.94명/km2。（2020년 11월 30일、주민기본대장 인구)
이하 2정 1촌으로 구성된다.
- 도마마에정(苫前町)
- 하보로정(羽幌町)
- 쇼산베쓰촌(初山別村)

## 역사
에도 시대에 도마마에 군역은 서 에조치에 속해, 마쓰마에번에 의해 도마마이 장소가 설치되어 있었다. 에도 시대 후기, 남하 정책을 강력하게 진행하는 러시아의 위협에 대비해 도마마에 군역은 천령이 되었다. 1869년 도마마에 군이 두어져 홋카이도 데시오국에 포함되었다.